# Hans-Joachim von Merkatz
Hans-Joachim von Merkatz, né le 7 juillet 1905 à Stargard et décédé le 25 février 1982 à Bonn, est un homme politique allemand membre du Parti allemand (DP) puis de l'Union chrétienne-démocrate d'Allemagne (CDU).
Il est ministre fédéral des Affaires du Bundesrat d'Allemagne de l'Ouest de 1955 à 1962. Il cumule ce poste avec celui de ministre fédéral de la Justice entre 1956 et 1957, puis de ministre fédéral des Expulsés durant un an à partir de 1960.

## Éléments personnels

### Formation et carrière
Après avoir effectué un apprentissage dans l'agriculture et passé son Abitur, il commence en 1928 des études supérieures de droit et de sciences économiques. Il réussit le passage de son premier diplôme juridique d'État en 1931, obtient le second trois ans plus tard, et décroche en 1935 un doctorat de droit à l'université d'Iéna.
Il commence à travailler en 1935 comme secrétaire de l'Institut Kaiser Wilhelm pour le droit public comparé et le droit international public, à Berlin. Il conserve cet emploi trois ans puis obtient le poste de secrétaire général de l'Institut Ibéro-Américain, toujours à Berlin, qu'il occupe jusqu'à la fin de la Seconde Guerre mondiale.
Embauché à l'Académie de l'aménagement du territoire et de la planification régionale de Hanovre en 1946, il devient secrétaire du groupe du Parti allemand (DP) au Landtag de Basse-Saxe l'année suivante.

### Famille
Il est le fils de Benno von Merkatz, décédé en 1915, et d'Amely Schneider, morte en 1966, ainsi que l'aîné de deux sœurs, Elfriede, née en 1913, et Helga, née trois ans après.
Hans-Joachim von Merkatz épouse Magarete Müller, de cinq ans sa cadette, en 1937, deux filles étant issues de ce mariage : Monika, qui née en 1939, et Angelika, née en 1943. Lui-même est décédé à 76 ans le 25 février 1982 à Bonn.

## Activités politiques

### Comme militant
Après la Seconde Guerre mondiale, il adhère au Parti allemand (DP), dont il fait partie de la tendance favorable à la monarchie.
En 1949, il participe aux négociations en vue de la fusion du DP avec le Parti national-démocrate (NDP) et le Parti conservateur allemand (DKP-DRP), qui échouent après l'annonce par les autorités de la zone d'occupation britannique en Allemagne de leur refus d'enregistrer un parti issu de cette fusion. Il entre au directoire du DP en 1952, et en devient vice-président trois ans plus tard. En 1960, il quitte finalement le DP et intègre l'Union chrétienne-démocrate d'Allemagne (CDU).

### Député fédéral
Élu député fédéral de Basse-Saxe au Bundestag en 1949, il se prononce en 1950 contre la création de l'Office fédéral de protection de la constitution (BfV), qu'il craint de voir utiliser à des fins politiques par l'État. En 1953, il est désigné président du groupe DP, un an après avoir intégré la délégation ouest-allemande à l'Assemblée commune de la CECA pour six ans.

### Ministre de Konrad Adenauer
Le 8 juin 1955, Hans-Joachim von Merkatz est nommé ministre fédéral des Affaires du Bundesrat par Konrad Adenauer. Il cumule ce poste avec celui de la Justice à partir du 16 octobre 1956, qu'il abandonne un an plus tard. En 1957, son titre est modifié en ministre fédéral des Affaires du Bundesrat et des Länder et il devient représentant du gouvernement fédéral au conseil des sages du Bundestag, l'organe chargé d'établir l'ordre du jour de l'assemblée. À la suite de sa démission du DP, il doit quitter le groupe parlementaire le 1er juillet 1960, mais intègre celui de la CDU/CSU le 20 septembre. Le 27 octobre, il est nommé ministre fédéral des Expulsés, des Réfugiés et des Blessés de guerre tout en conservant son autre portefeuille. Ce poste est confié au Parti libéral-démocrate (FDP) après les élections fédérales de 1961, et lui-même quitte le gouvernement un an plus tard, le 14 décembre 1962.

### Fin de carrière
Membre du Bundestag jusqu'en 1969, il préside la commission d'enquête parlementaire sur d'éventuelles irrégularités dans l'achat des véhicules de combat et d'infanterie HS-30 pendant deux ans à partir du 27 avril 1967. Il a également représenté l'Allemagne de l'Ouest au conseil exécutif de l'UNESCO entre 1964 et 1968.